# Maren Brems
Maren Brems (født 1875 i Skagen, død 1967) var en tjenestepige og model for skagensmalerne.
Brems var født i Skagen som datter af arrestforvarer Christen Andersen Brems.
Som 8-årig blev hun forældreløs og kom til at vokse op hos sin bedstemor.
Som niårig i 1884 blev Brems tjenestepige hos Anna og Michael Ancher i deres hus på Markvej i Skagen.
I 1898 blev hun gift med Christensen Frænde, en fisker og redningsmand. 
De boede på Daphnesvej 3 i Skagen.
Malerne benyttede hende også som model, for eksempel til Pigen med solsikkerne og Skagenpige med mørkt hovedklæde.
- Michael Ancher, Ung pige, 1887
- Michael Ancher, Pigen med solsikkerne, 1889 
Foto:  Statens Museum for Kunst
- Michael Ancher, skitse, 1889. 
Foto:  Loeb Danish Art Collection
- Anna Ancher, Portræt af Maren Brems siddende ved et solbelyst bord med hvide og lyserøde tulipaner i grøn vase.
- Michael Ancher, Pigen med solsikkerne, 1893